# The Man-Machine
Albums de Kraftwerk
Trans-Europe Express
(1977) Computer World
(1981)
The Man-Machine (version anglaise) ou Die Mensch-Maschine (version allemande) est le septième album du groupe Kraftwerk, sorti en mai 1978. Conceptuellement, il s'agit du 4e album du Catalogue officiel de Kraftwerk. 
C'est l'un des albums qui a le plus influencé les groupes new wave et synthpop tels que Depeche Mode. The Man-Machine constitue pour beaucoup l'apogée du groupe en ce qui concerne leur maîtrise de l'électronique.

## Titres
| No | Titre                                 | Durée |
| -- | ------------------------------------- | ----- |
| 1. | The Robots / Die Roboter              | 6:11  |
| 2. | Spacelab                              | 5:51  |
| 3. | Metropolis                            | 5:59  |
| 4. | The Model / Das Modell                | 3:38  |
| 5. | Neon Lights / Neon Licht              | 9:03  |
| 6. | The Man-Machine / Die Mensch-Maschine | 5:28  |